# Naturschutzgebiet Ruhraue (Arnsberg)

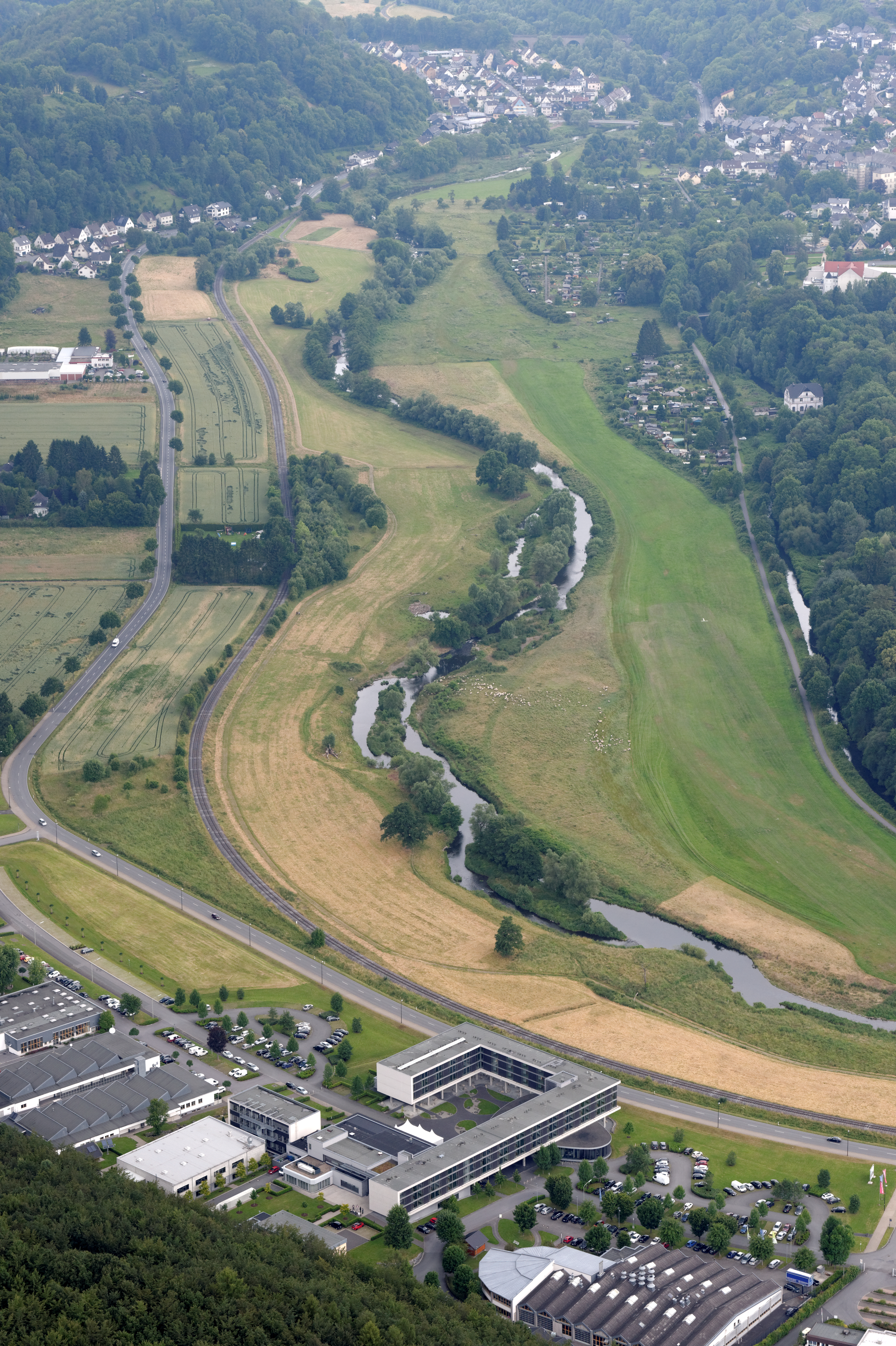
Naturschutzgebiet Ruhraue im Bereich Altes Feld mit Renaturierungen

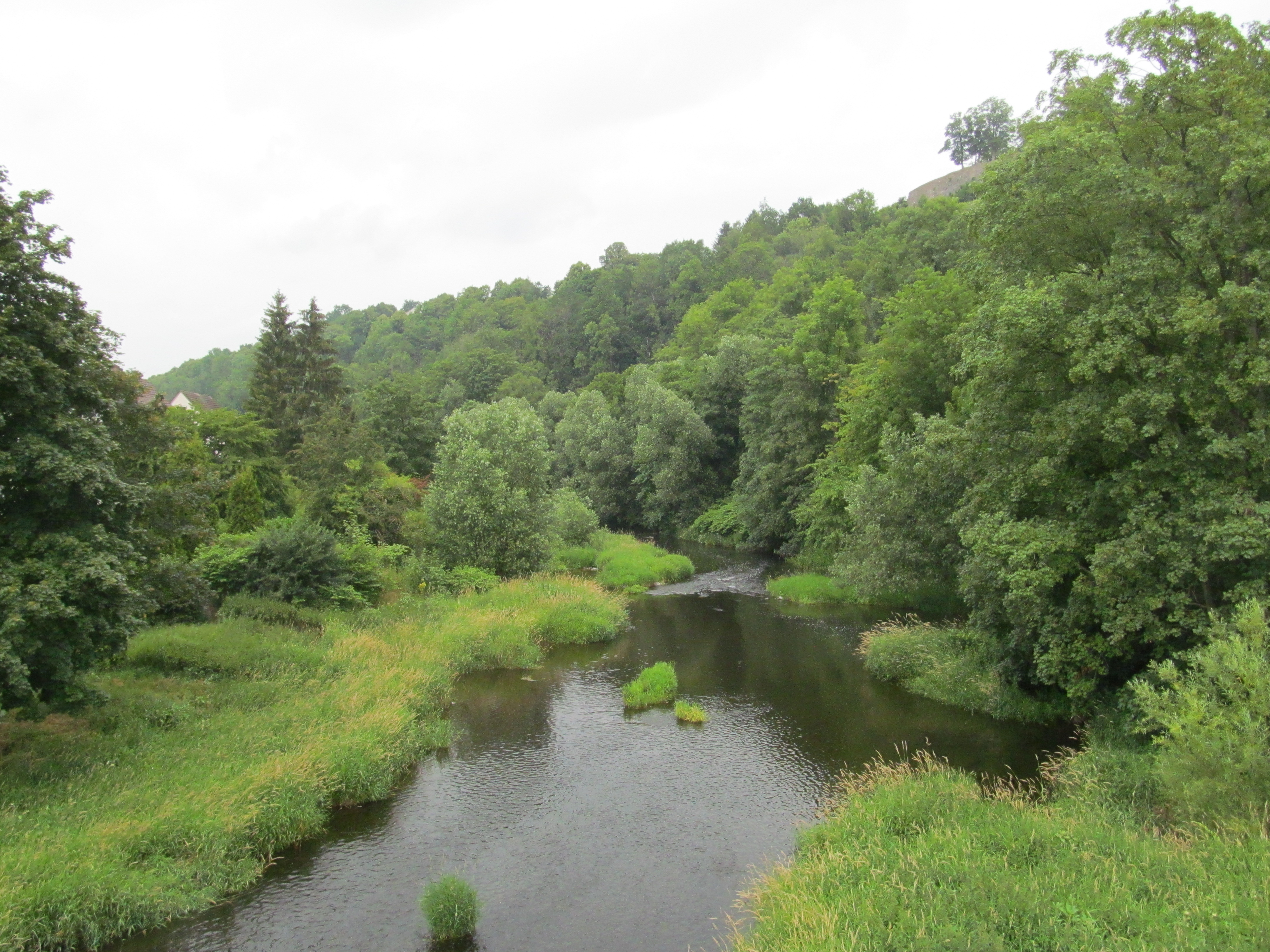
Ruhraue

Das Naturschutzgebiet Ruhraue mit einer Größe von 422,9 ha liegt in Arnsberg im Hochsauerlandkreis. Es wurde 1998 mit dem Landschaftsplan Arnsberg durch den Kreistag des Hochsauerlandkreises als Naturschutzgebiet (NSG) mit dem Namen Naturschutzgebiet Ruhrtal und einer Flächengröße 445,3 ha ausgewiesen. Bei der Neuaufstellung des Landschaftsplanes Arnsberg durch den Kreistag 2021 wurde das NSG mit verändertem Namen erneut ausgewiesen und die Flächengröße verkleinert. Das NSG beginnt an der Stadtgrenze zu Meschede im Südosten und geht bis zur Stadtgrenze im Norden an Ense. Es teilt die Stadt in zwei Hälften. Neben der durchgängigen Hauptfläche gibt es vier Nebenflächen, welche durch Verkehrsflächen von der Hauptfläche abgeteilt werden. Im Gemeindegebiet von Ense schließt sich direkt das Naturschutzgebiet Ruhraue (Kreis Soest) an. An das NSG schließen teilweise Siedlungsbereiche direkt an und zahlreiche Brücken überqueren es. Das NSG ist teilweise ebenfalls Teil des 525 ha großen FFH-Gebietes Ruhr. Dieses FFH-Gebiet Ruhr umfasst insgesamt 15 naturnahe Abschnitte der Ruhr zwischen Winterberg und Fröndenberg.

## Gebietsbeschreibung
Im NSG handelt es sich um die Ruhr und deren Aue im Stadtgebiet Arnsberg. Die Ruhr im NSG hat meist einen naturnahen und offenen Zustand. Beschreibung des NSG im Landschaftsplan: „Die Ruhr präsentiert sich hier als Mittelgebirgsfluss mit zahlreichen Strukturelementen naturnaher Fließgewässer. Dieser Eindruck wird zusätzlich verstärkt durch Strecken, auf denen – selbst innerörtlich – durch intensive Renaturierungsmaßnahmen das Gewässer zu einem natürlichen, „wilden“ Fluss zurückverwandelt wurde. Die dort im weitesten Sinne ungehinderte Fließgewässerdynamik hat bis zu fünf Meter hohe Steilwände im Bereich von Prallhängen, Flachufer mit Schlammablagerungen, Kiesbänke, Inseln und Bereiche mit unterschiedlichsten Strömungsgeschwindigkeiten des Wassers auf schlammig-toniger bis grobschotteriger Gewässersohle mit z. T. typischer Unterwasservegetation geschaffen. In den naturnahen Abschnitten sind diese gewässermorphologischen Einheiten zumindest in Ansätzen vorhanden. Ergänzt wird dieser naturnahe bis natürliche Mittelgebirgsflussabschnitt auf langen Strecken durch flussbegleitende Gehölzsäume aus Erlen und Weiden sowie Uferhochstaudenfluren. Teilweise sind großflächige Weidegrünländer mit zahlreichen Flutmulden in das Gebiet mit einbezogen worden, in denen sich lokal Kleingewässer, die z. T. periodisch Wasser führen, bilden. Unterhalb von Arnsberg-Neheim befindet sich in natürlichen Ufersteilwänden eine der größten Uferschwalbenkolonien des Landes. Bis auf das genannte v. a. um Hüsten und tlw. zwischen Uentrop und Oeventrop liegende Dauergrünland wird aber auch ein großer Teil des Auenbereiches v. a. im Westen und bei Rumbeck intensiv ackerbaulich genutzt, und zwar dort, wo sich das Tal zu einem breiten Sohlental aufweitet. Einige der entlang des Flussabschnittes vorhandenen Brachflächen sind in einem fortgeschrittenen Sukzessionsstadium und haben ein unterschiedlich starkes Gehölzaufkommen. Auf den anderen bestimmen Hochstaudenfluren den feuchten bis nassen und oft stickstoffreichen Vegetationsaspekt.“

## Spezielle Naturschutzmaßnahmen
Die umfangreichen Renaturierungsmaßnahmen der Stadt Arnsberg, die erfolgreiche Wiederansiedlung der Fischarten Nase und Quappe und Attraktivitätssteigerung des Landschaftsbildes im Projekt „Die Ruhr in Arnsberg für Mensch und Natur lebens- und liebenswert machen“ wurde 2013 und 2019 im Rahmen der UN-Dekade Biologische Vielfalt als „Ausgezeichnetes Projekt der UN-Dekade Biologische Vielfalt“
ausgezeichnet.
Zwei alte Schlammteiche nördlich der Kläranlage Arnsberg-Obereimer sollen durch Intervention des Verein für Natur- und Vogelschutz im Hochsauerlandkreis (VNV) im Winter 2024–25 optimiert werden. Insbesondere sollen die Gehölze zurückgeschnitten werden. 2024 brüteten dort noch 3 Brutpaare der Wasserralle, einziger Brutplatz im Hochsauerlandkreis, 3 bis 5 Brutpaare Teichralle, etwa 3 Brutpaare Stockente, Graugans, Kanadagans, 10 Brutpaare Teichrohrsänger, 2 Brutpaare Neuntöter.

## Spezielle Schutzzwecke für das NSG
Wie bei allen Naturschutzgebieten in Deutschland wurde in der Schutzausweisung darauf hingewiesen, dass das Gebiet „wegen der Seltenheit, besonderen Eigenart und Schönheit des Gebietes“ zum Naturschutzgebiet erklärt wurde. Laut Landschaftsplan erfolgte die Ausweisung zum:
- „Schutz, Erhaltung und Entwicklung eines naturnahen Mittelgebirgsflussabschnittes von internationaler Bedeutung mit seltenen und gefährdeten sowie landschaftsraumtypischen Tier und Pflanzenarten und deren Lebensstätten;“
- „Schutz, Erhaltung und Entwicklung der natürlichen Lebensgemeinschaften vor dem Hintergrund ihrer Bedeutung als Refugiallebensraum und als Verbundbiotop (in einem oft urbanen Umfeld);“
- „Schutz und Erhaltung eines zusammenhängenden Fließgewässerabschnittes, dessen Saum- und Auenwäldern und weiteren auentypischen Biotopstrukturen wie Kleingehölzen, Still-/Kleingewässern, Hochstaudenfluren und Sukzessionsbereichen;“
- „Schutz der Ruhraue vor Bebauung;“
- „Entwicklung der ackerbaulich intensiv genutzten Auenabschnitte durch Umwandlung in extensives Grünland und Vernetzung dieser landwirtschaftlichen […] Nutzflächen;“
- „Entwicklung der Aue zu einem naturnahen Retentionsraum für die Ruhr;“
- „Sicherung der Kohärenz und Umsetzung des Europäischen Schutzgebietssystems Natura 2000.“
- „Das NSG dient auch der nachhaltigen Sicherung von besonders schutzwürdigen Lebensräumen nach § 30 BNatSchG und von Vorkommen seltener  Tier- und Pflanzenarten.“[2]

## Besondere Vorschriften im NSG
Auf vegetationskundlich wertvollem Grünland im NSG ist eine mehr als 2-malige jährliche Mahd sowie jegliche Nachsaat auf diesen Grünlandflächen verboten. In der Brutzeit vom 1. April bis 31. August darf der Bereich der Uferschwalbenkolonie Höhe Kläranlage Neheim, ferner das Nordufers der Ruhr bei Hüsten und beidseitig der Strecke beim Ruhrstau Niedereimer im Gebiet Hammerweide als Brutplätze von Rote-Liste-Vogelarten nicht betreten werden. Die Kanu-Übungsstrecke westlich des Rathauses der Stadt Arnsberg darf ganzjährig genutzt werden. In der Zeit vom 1. Mai bis 15. Oktober des Jahres bleibt das Kanufahren auf dem Ruhrabschnitt von Neheim
Ruhrbrücke bis zur Kreisgrenze bei Haus Füchten erlaubt.